# Torneo de Auckland 2010
El Heineken Open es un torneo de tenis jugado en cancha dura, perteneciente a la serie 250 del Atp World Tour, se disputa en Auckland, Nueva Zelanda en el ASB Tennis Centre desde el 11 de enero hasta el 16 de enero.

## Campeones
- Individuales masculinos:  John Isner derrota a  Arnaud Clément 6-3, 5-7, 7-6(2).

- Dobles masculinos:  Marcus Daniell /  Horia Tecau derrotan a  Marcelo Melo /  Bruno Soares 7-5, 6-4.

## Cabezas de serie
A continuación se detallan los cabeza de serie de cada categoría. Los jugadores marcados en negrita están todavía en competición. Los jugadores que ya no estén en el torneo se enumeran junto con la ronda en la cual fueron eliminados.

### Cabezas de serie (individuales)
| 1. | Tommy Robredo         | pierde ante | John Isner     | Cuartos de final |
| 2. | David Ferrer          | pierde ante | Arnaud Clément | 2.ª ronda        |
| 3. | Juan Carlos Ferrero   | pierde ante | Michael Lammer | 2.ª ronda        |
| 4. | Nicolás Almagro       | pierde ante | Marc Gicquel   | 2.ª ronda        |
| 5. | Philipp Kohlschreiber | pierde ante | Arnaud Clément | Semifinal        |
| 6. | Jürgen Melzer         | pierde ante | Arnaud Clément | Cuartos de final |
| 7. | Juan Mónaco           | pierde ante | John Isner     | 2.ª ronda        |
| 8. | Albert Montañés       | pierde ante | John Isner     | Semifinal        |

### Cabezas de serie (dobles)
| 1. | Bob Bryan Mike Bryan            | pierden ante | Rogier Wassen Horacio Zeballos    | 1.ª ronda        |
| 2. | Lukáš Dlouhý Leander Paes       | pierden ante | Marcus Daniell Horia Tecau        | Cuartos de final |
| 3. | Marcel Granollers Tommy Robredo | pierden ante | Johan Brunstrom Jean-Julien Rojer | Cuartos de final |
| 4. | Julian Knowle Robert Lindstedt  | pierden ante | André Sá Thomaz Belluci           | 1.ª ronda        |